# Symphurus leei
Symphurus leei е вид лъчеперка от семейство Cynoglossidae. Видът не е застрашен от изчезване.

## Разпространение и местообитание
Разпространен е в Гватемала, Колумбия, Коста Рика, Мексико, Никарагуа, Панама, Салвадор и Хондурас.
Среща се на дълбочина от 1,3 до 113 m, при температура на водата около 13 °C и соленост 34,9 ‰.

## Описание
На дължина достигат до 14,8 cm.